# Окуневидные
Окуневидные (лат. Percoidei) — подотряд лучепёрых рыб из отряда окунеобразных (Perciformes). Включает три надсемейства, которые содержат более 50 семейств и сотни родов.

## Список семейств окуневидных
Систематика и русские названия таксонов даны по книге Джорджа С. Нельсона «Рыбы мировой фауны» (4-е изд., 2009), вышедшей в русском переводе с некоторыми изменениями и значительными дополнениями к оригинальному изданию на английском языке (Nelson J. S. Fishes of the World. 4th ed. 2006):
- Надсемейство Cepoloidea — цеполоподобные
  - Cepolidae — цеполовые, или лентотелые
- Надсемейство Cirrhitoidea — кудрепероподобные
  - Aplodactylidae — мраморниковые
  - Cheilodactylidae — морвонговые
  - Chironemidae — хиронемовые, или водорослевиковые
  - Cirrhitidae — кудрепёровые
  - Latridae — трубачёвые
- Надсемейство Percoidea — окунеподобные
  - Acropomatidae — акропоматовые
  - Ambassidae — амбассовые, или стеклянные окуни
  - Apogonidae — кардиналовые, или апогоновые
  - Arripidae — арриповые, или австралийские лососи
  - Banjosidae — баниевые
  - Bathyclupeidae — лжесельдевые, или глубоководные сельди
  - Bramidae — брамовые, или морские лещи
  - Caesionidae — цезионовые
  - Callanthiidae — каллантиевые
  - Carangidae — ставридовые
  - Caristiidae — каристиевые
  - Centracanthidae — смаридовые
  - Centrogeniidae — центрогенисовые
  - Centrarchidae — центрарховые, или ушастые окуни
  - Centropomidae — робаловые
  - Chaetodontidae — щетинозубовые, или рыбы-бабочки
  - Coryphaenidae — корифеновые
  - Dichistiidae — дихистиевые
  - Dinolestidae — динолестовые
  - Dinopercidae — диноперковые
  - Drepaneidae — дрепанеевые
  - Echeneidae — прилипаловые
  - Emmelichthyidae — красноглазковые, или эммелихтиевые
  - Enoplosidae — эноплосовые, или австралийские колючепёры
  - Epigonidae — большеглазовые, или эпигоновые
  - Gerreidae — мохарровые
  - Glaucosomatidae — глаукосомовые, или жемчужные окуни
  - Grammatidae — грамматовые
  - Haemulidae — ронковые, помадазиевые, или ворчуновые
  - Inermiidae — инермиевые, или ратовые
  - Kuhliidae — кулиевые
  - Kyphosidae — кифозовые, или чоповые
  - Lactariidae — белянковые, или лактариевые
  - Latidae — латовые
  - Leiognathidae — сребробрюшковые
  - Leptobramidae — летобрамовые
  - Lethrinidae — летриновые
  - Lobotidae — лоботовые, или трёххвостовые
  - Lutjanidae — луциановые
  - Malacanthidae — малакантовые
  - Menidae — меновые
  - Monodactylidae — монодактилевые, или рыбы-ласточки
  - Moronidae — мороновые
  - Mullidae — барабулевые, или султанковые
  - Nandidae — нандовые
  - Nematistiidae — павлиновые, или длиннопёрые ставриды
  - Nemipteridae — нитепёровые
  - Notograptidae — нотограптовые
  - Opistognathidae — опистогнатовые, или большеротые
  - Oplegnathidae — оплегнатовые
  - Ostracoberycidae — остракобериксовые
  - Pempheridae — большеглазовые
  - Pentacerotidae — вепревые, или рыбы-кабаны
  - Percichthyidae — лавраковые, или перцихтовые
  - Percidae — окуневые
  - Pecrilidae — перцилиевые
  - Plesiopidae — плезиоповые
  - Polycentridae — многоколючниковые
  - Polynemidae — пальцепёровые
  - Polyprionidae — полиприоновые
  - Pomacanthidae — помакантовые, или рыбы-ангелы
  - Pomatomidae — луфаревые
  - Priacanthidae — каталуфовые, или бычеглазовые
  - Pseudochromidae — псевдохромовые
  - Rachycentridae — кобиевые
  - Sciaenidae — горбылёвые
  - Scombropidae — ложноскумбриевые, или скомбропсовые, или мицуевые
  - Serranidae — серрановые, или каменные окуни
  - Sillaginidae — силлаговые
  - Sparidae — спаровые, или морские караси
  - Symphysanodontidae — симфизанадонтовые
  - Terapontidae — терапоновые
  - Toxotidae — брызгуновые